# Раглай

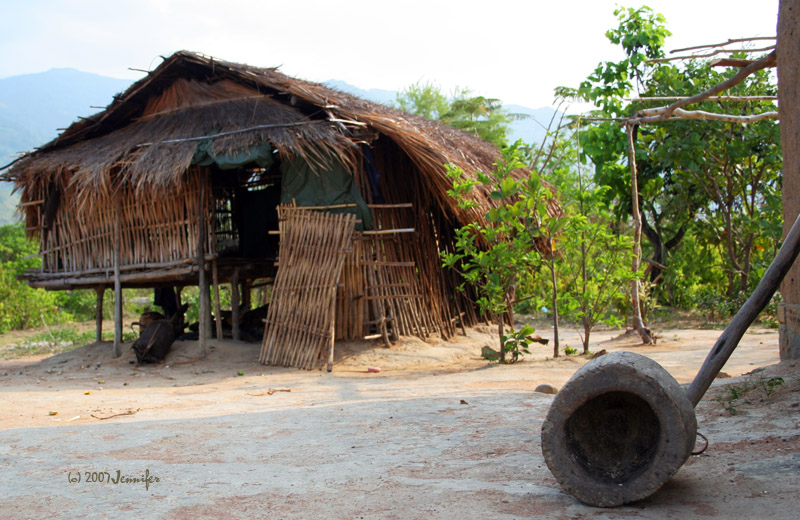
Дом раглай в провинции Ниньтхуан

Рагла́й (рай) (вьет. Ra glai, буквально «люди леса») — народ группы горных тямов, проживающий на территории Вьетнама, в основном на юге, в центральном нагорье, вблизи городов Нячанг (Кханьхоа) и Фанранг-Тхапчам (Ниньтхуан). Численность по переписи 1999 года составляет 96 931 человек. Входят в 54 официально признанных народов Вьетнама.
Представлены двумя этнолингвистическими группами — северной и южной. (Чеснов 1999: С. 675)

## Язык
Говорят на языках раглайского кластера, который входит в чамскую группу астронезийской семьи, — раглайском (северные раглай) и языке рай (южные раглай).

## Семейное устройство
Для раглай характерен матрилинейный счет родства.

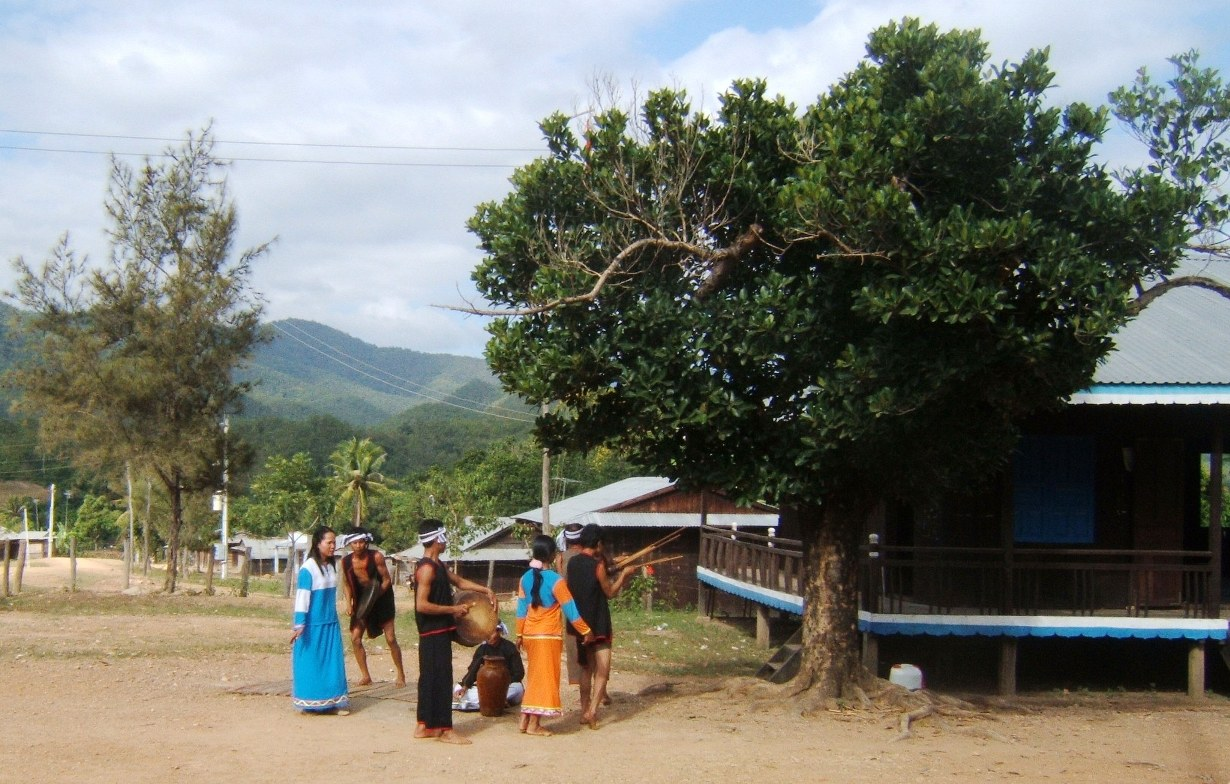
Раглайский танец

## Традиционные занятия
Основные занятия — подсечно-огневое ручное земледелие — выращивание риса, клубне- и корнеплодов, а в долинах чаще встречалось пашенное земледелие. С древности занимались сбором в лесах лекарственных трав и алоэ, чрезвычайно ценившегося в Китае и используемого в буддистских и даосских культах. Развито ткачество. По культуре раглай близки к тямам.

## Религия
Большинство представителей народа раглай сохранили традиционные верования — тотемизм, анимизм, магию.

## Антропологические черты
Как и многие народы Юго-Восточной Азии, раглай имеют ряд негро-австралоидных черт, что выражается в заметном потемнении кожи, уменьшении высоты лица, увеличением ширины носа, тенденции к альвеолярному прогнатизму, утолщении губ. Но эти признаки нельзя назвать определяющими, так как значительная часть принадлежит к малой южно-монголоидной расе. (Толстов 1966: С. 169)